# Pravednik (televizijska serija)
Pravednik na Fox-u ili Pravednica na RTL-u Hrvatska (eng.: „The Equalizer”), američka je televizijska serija iz 2021. godine. Serija je prerada (reboot) istoimene serije koja se prikazivala od 1985. do 1989., a ujedno i drugi reboot istoimene franšize.
CBS je 5. svibnja 2022. obnovio seriju za treću i četvrtu sezonu.

## Radnja
Serija prati Robyn McCall, zagonetnu ženu, bivšu agenticu CIA-e i majku kćeri tinejdžerice, s tajanstvenom prošlošću koja koristi svoje ogromne sposobnosti kako bi pomogla onima koji se nemaju kome obratiti, djelujući kao „anđeo čuvar” i branitelj za one koji se ne mogu obraniti i slijediti vlastito iskupljenje.

## Pregled serije
U SAD-u serija je premijerno prikazana na CBS-u 7. veljače 2021. U Hrvatskoj se premijerno prikazuje na Fox-u pod nazivom „Pravednik” od 22. lipnja 2021, na RTL-u Crime od 30. kolovoza 2022. se prikazala prva sezona kasnije se reprizirala na RTL-u od 26. prosinca 2022. nastavljajući drugom sezonom od 11. siječnja 2023., naziv serije na RTL televiziji je „Pravednica”.
| Sezona | Sezona | Epizoda | Prikazivanje u SAD-u | Prikazivanje u SAD-u | Hrvatsko prikazivanje (FOX) | Hrvatsko prikazivanje (FOX) | Hrvatsko prikazivanje (RTL)                             | Hrvatsko prikazivanje (RTL)                          |
| Sezona | Sezona | Epizoda | Premijera            | Finale               | Premijera                   | Finale                      | Premijera                                               | Finale                                               |
| ------ | ------ | ------- | -------------------- | -------------------- | --------------------------- | --------------------------- | ------------------------------------------------------- | ---------------------------------------------------- |
|        | 1.     | 10      | 7. veljače 2021.     | 23. svibnja 2021.    | 22. lipnja 2021.            | 24. kolovoza 2021.          | 30. kolovoza 2022. (RTL Crime) 26. prosinca 2022. (RTL) | 12. rujna 2022. (RTL Crime) 10. siječnja 2023. (RTL) |
|        | 2.     | 18      | 10. listopada 2021.  | 15. svibnja 2022.    | 10. veljače 2022.           | 9. lipnja 2022.             | 11. siječnja 2023.(RTL)                                 | 2. veljače 2023. (RTL)                               |
|        | 3.     | 18      | 2. listopada 2022.   | 21. svibnja 2023.    | 2. ožujka 2023.             | 29. srpnja 2023.            | 18. travnja 2024.                                       | –                                                    |
|        | 4.     | 10      | 18. veljače 2024.    | 19. svibnja 2024.    | Još nije najavljeno         | Još nije najavljeno         | Još nije najavljeno                                     | Još nije najavljeno                                  |

## Glumačka postava

### Glavni likovi
- Queen Latifah kao Robyn McCall, a.k.a. "the Equalizer", razvedena samohrana majka i bivši agent CIA-e koji djeluje kao ulični osvetnik za pravdu.
- Tory Kittles kao Marcus Dante, razvedeni otac dvoje sinova, inteligentan i lukav detektiv NYPD-a na Robyninom tragu.
- Adam Goldberg kao Harry Keshegian, Melodyn muž i glavni haker koji je lažirao njezinu smrt uz Robyninu pomoć
- Liza Lapira kao Melody "Mel" Bayani, a bivši snajperist američkog ratnog zrakoplovstva postao vlasnik bara koji djeluje kao tajna baza operacija i stara Robynina prijateljica.
- Laya DeLeon Hayes kao Delilah, Robynina 15-godišnja kćer, koja je buntovna i osjeća se zanemareno od majke, unatoč njihovim pokušajima da se povežu jedno s drugim.
- Lorraine Toussaint kao Viola "Aunt Vi" Marsette, umjetnica, Robynina mudra teta po ocu, koja živi s Robyn i Delilah, preselila se iz Milwaukeeja kako bi im pomogla.
- Chris Noth kao William Bishop (sezone 1-2), a otkačeni bivši direktor CIA-e i Robynin stari prijatelj koji sada vodi vlastitu privatnu zaštitarsku tvrtku.

### Sporedni likovi
- Erica Camarano kao Detective Paley (sezona 1, gost u sezoni 2)
- Jennifer Ferrin kao Avery Grafton
- Frank Pando kao Captain Torres
- Dominic Fumusa kao Detective Ken Mallory (sezona 2)
- Brett Dalton kao Carter Griffin (sezone 2 i 3)

## Proizvodnja
U studenome 2019. CBS je objavio da je u razvoju serije s Queen Latifah u glavnoj ulozi Robyn McCall. Andrew Marlowe i Terri Miller služili bi kao voditelji showa s Latifom kao izvršnom producenticom. 27. siječnja 2020. naručena je pilot epizoda. Produkcijske kuće uključene u pilot epizodi su Flavor Unit, Davis Entertainment, Martin Chase Productions, CBS Television Studios i Universal Television.
CBS je 8. svibnja 2020. objavio da je naručena proizvodnja serije. Serija je 9. ožujka 2021. obnovljena za drugu sezonu, koja je počela 10. listopada 2021.
Dana 1. svibnja 2022., Terri Edda Miller i Andrew W. Marlowe odstupili su s mjesta voditelja (showrunnera), a zamijenili su ih Joseph C. Wilson i Adam Glass.
CBS je 5. svibnja 2022. obnovio seriju za treću koja se prijemjerno prikazala od 2. listopada 2022. i četvrtu sezonu.

## Vanjske poveznice
- Službena stranica na CBS.com
- Službena stranica na foxtv.hr
- The Equalizer u internetskoj bazi filmova IMDb-a